# ЗиУ-11
ЗиУ-11 (также ЗиУ-681) — экспериментальный советский высокопольный троллейбус средней вместимости для внутригородских пассажирских перевозок на базе троллейбуса ЗиУ-9, укороченного на одну оконную секцию. Проходил испытания в Энгельсе. Находился в эксплуатации в Волгограде взамен сгоревшего в депо 4001.

## История
С 1966 по 1974 годы заводом имени Урицкого в городе Энгельсе Саратовской области было выпущено два экспериментальных троллейбуса модели, получившей индекс ЗиУ-11, однако в связи с дальнейшими модернизациями троллейбуса ЗиУ-682 в серию эта модель не пошла. Первый проходил испытания в Энгельсе, а второй был получен в Волгограде взамен сгоревшего в 1974 году в депо 4001. На данный момент все троллейбусы этой модели списаны и порезаны.

## Технические особенности
Троллейбус имел несущий кузов с тремя боковыми дверями и пневматическую подвеску колёс.